# Venø
Venøz es una isla de Dinamarca, ubicada en el Limfjorden, al norte del municipio de Struer. La isla tiene alrededor de 7,5 km de largo por 1,5 km de ancho en su parte más ancha, ocupando una superficie de 6,46 km². La isla alberga una población de 211 habitantes, de los cuales 92 son estudiantes en la escuela de educación secundaria de Venø.
La isla cuenta también con una iglesia, la Venøz Kirke.